# Губка Боб Квадратные Штаны (фильм)
«Гу́бка Боб Квадра́тные Штаны́» (также известен как: «Губка Боб и Корона Нептуна») (англ. The SpongeBob SquarePants Movie) — американский комедийный мультипликационный фильм режиссёра Стивена Хилленберга, вышедший  19 ноября 2004 года. В фильме совмещаются мультипликационные и игровые съёмки. В странах СНГ (включая Россию и Украину) фильм вышел в прокат 17 марта 2005 года. Посвящён памяти мультипликатора Жюля Энджела (1909—2003). Изначально по замыслам Хилленберга этот фильм должен был стать финалом мультсериала.  
В этом же году по мотивам мультфильма вышла одноименная видеоигра.

## Сюжет
Группа пиратов обнаруживает сундук с сокровищами, полный билетов в кино на «фильм Губки Боба». Пираты веселятся и празднуют, распевая песню из начальной заставки мультсериала «the SpongeBob SquarePants theme song», когда направляются в театр и смотрят фильм. После того, как Губка Боб Квадратные Штаны видит сон, про себя имитирующий боевик, он просыпается и весело готовится к церемонии открытия второго «Красти Краба», ожидая, что его босс, мистер Крабс, продвинет его как нового менеджера ресторана. Вместо этого мистер Крабс называет Сквидварда Тентаклса, ближайшего соседа и коллегу Губки Боба, менеджером, думая, что Губка Боб слишком незрел, чтобы справиться с этой ролью. Тем временем давний бизнес-соперник мистера Крабса, Планктон, жалуется своей компьютерной жене Карен на свои неудачи из-за невозможности украсть секретную формулу крабсбургера. Когда Карен указывает на план «Z», схему, которую он ещё не пробовал, Планктон решает её реализовать. Той ночью Губка Боб заглушает свои печали мороженым со своим лучшим другом Патриком Старом в кафе-мороженом. В замке короля Нептуна Планктон крадёт его корону, оставляя ложные улики, чтобы обвинить мистера Крабса в преступлении, и отправляет корону в запретный город Шелл-Сити. На следующее утро Нептун врывается в Красти Краб 2 и угрожает мистеру Крабсу за его предполагаемое воровство. Губка Боб (который находится под влиянием похмелья мороженого) прибывает и обзывает мистера Крабса мерзавцем за то, что тот не сделал его менеджером и за его предвзятость относительно возраста, но видя, что жизнь его начальника находится под угрозой, Губка Боб снова приходит в чувство. Он обещает Нептуну вернуть корону из Шелл-Сити. Нептуна убеждает его дочь Минди пощадить мистера Крабса на время, Нептун соглашается, но замораживает Крабса, приказывая Губке Бобу вернуться с короной ровно через шесть дней. Если через шесть дней корона не будет возвращена, мистер Крабс будет убит. Губка Боб и Патрик уезжают в Шелл-Сити. Вскоре после этого Планктон крадёт формулу крабсбургера и использует ее для производства и продажи крабсбургеров в своем ресторане «Помойное ведро». Он также бесплатно раздает своим клиентам шлемы вёдра, которые на самом деле являются устройствами для управления разумом. Планктон активирует шлемы, чтобы контролировать жителей Бикини Боттом и захватить город. Сквидвард идет к Помойному ведру, чтобы противостоять Планктону, но его захватывают и порабощают загипнотизированные клиенты. У Боба и Патрика угоняет машину преступник в чёрной маске. К вечеру они её находят, но нет ключа. Оказывается он у рыбы-вора в бандитском баре. Патрик решает всех отвлечь, пока Боб ворует ключи, но он захотел в туалет, и план срывается. В туалете друзья пускают пузыри, но оказывается, что это запрещено и нарушителя жестоко изобьют. К счастью, друзьям удаётся сбежать и прихватить ключи. По дороге они натыкаются на мороженое, но это на самом деле монстр. Друзья спасаются, но чудовищу удаётся проглотить машину, прежде чем его самого проглатывает ещё более большой монстр, похожий на сома. Губка Боб и Патрик достигают опасной впадины, заполненной монстрами. Когда они наконец приходят к выводу, что не могут завершить миссию из-за своей незрелости, они слезливо сдаются. Минди приходит к ним и рассказывает Губке Бобу и Патрику о коварном и подлом плане Планктона. Она делает вид, что волшебным образом превращает их в мужчин, дав им усы из морских водорослей. Обретя уверенность в себе, они прыгают в впадину, где они оказываются в Шелл- сити, где полно монстров. Однако им противостоит Деннис, кровожадный и безжалостный киллер, нанятый Планктоном для их устранения. Внезапно на Денниса наступает водолаз в каске, которого Губка Боб и Патрик считают циклопом. Циклоп хватает Губку Боба и Патрика и относит их в свой пляжный магазин. В магазине Губка Боб и Патрик находят корону, но их убивает тепловая лампа циклопа. На последнем издыхании они узнают, что тот магазин, в который циклоп принёс Губку Боба и Патрика, как и узнали по потерянной короне, и есть Шелл-Сити «магазин запляжных сувениров». Их убивает лампа, но их слёзы замыкают шнур питания лампы, и её дым активирует разбрызгивательную систему, увлажняя их и других высохших морских существ (кроме тех, из которых циклоп уже сделал сувениры и возвращение невозможно), предназначенных для продажи в качестве сувениров. Пока мстительные морские существа атакуют и сокрушают циклопа, Губка Боб и Патрик берут корону и направляются к пляжу, где появляется Дэвид Хассельхофф и предлагает их подвезти. Он плывёт от берега к Бикини Боттом, неся их на своей спине. Деннис догоняет их, пытаясь убить, но катамаран отбрасывает его обратно в море. Когда они прибывают в Бикини Боттом, Хассельхофф запускает Губку Боба и Патрика в Красти Краб 2. В Красти Краб 2 король Нептун прибывает, чтобы казнить мистера Крабса, к большому удовольствию Планктона и ужасу Минди, но Губка Боб и Патрик возвращаются с короной незадолго до того, как он успевает это сделать. Пара и Минди противостоят Планктону, но он бросает на Нептуна огромное ведро, контролирующее разум, порабощая его и показывая, что его план состоял не только в том, чтобы украсть формулу крабсбургера, но и настроить Нептуна, чтобы он мог захватить весь подводный мир. Прежде чем Планктон успевает приказать загипнотизированному Нептуну убить их, Губка Боб наконец принимает свою незрелость и исполняет рок-песню под названием «Goofy Goober Rock». Это разрушает контролирующие разум шлемы, освобождая короля Нептуна, Сквидварда и остальных жителей Бикини Боттом от контроля Планктона. Планктона арестовывают за его преступления и увозят в помещение для мелких психопатов, в то время как Нептун размораживает мистера Крабса и извиняется перед ним. Мистер Крабс в благодарность продвигает Губку Боба до менеджера в Красти Краб 2. Губка Боб думает что сказать, а Сквидвард говорит ему, «что не только незрелость может сделать кого угодно храбрым и не думал, что менеджер должен быть ещё и смелым героем». Губка Боб выкручивается и говорит Сквидварду, что он думал «как сказать Сквидварду, что у него ширинка расстёгнута, не получив ни ущерба, ни наказаний и других поблажек». В сцене после титров в зал приходит уборщица и просит пиратов уйти. 

## Основные персонажи
- Губка Боб Квадратные Штаны (Томас Кенни) — морская губка. На русский язык дублирует Сергей Балабанов.
- Патрик Стар (Билл Фагербакки) — морская звезда, лучший друг Губки Боба. На русский язык дублирует Юрий Маляров.
- Мистер Крабс (Клэнси Браун) — краб, владелец закусочной «Красти Краб». На русский язык дублирует Александр Хотченков.
- Сквидвард Тентаклс (Роджер Бампасс) — осьминог, коллега и сосед Боба. На русский язык дублирует Иван Агапов.
- Шелдон Планктон (Мистер Лоуренс) — конкурент мистера Крабса, владелец закусочной «CHUM BUCKET» (в фильме называется «Помойное ведро»). На русский язык дублирует Юрий Меншагин.
- Минди (Скарлетт Йоханссон) — дочь Нептуна.
- Карен (Джилл Тэлли) — компьютерная жена Планктона.
- Нептун (Джеффри Тэмбор) — король подводного мира. На русский язык дублирует Виктор Бохон.
- Деннис (Алек Болдуин) — нанятый Планктоном для устранения Губка Боба и Патрика киллер.
- Дэвид Хассельхофф — спасатель (актёр повторяет свою роль из сериала «Спасатели Малибу»).

## Съёмочная группа
- Режиссёр: Стивен Хилленберг
- Сценаристы: Стивен Хилленберг, Дерек Драймон, Тим Хилл, Кент Осборн, Аарон Спрингер, Пол Тиббит
- Сюжет: Стивен Хилленберг
- Главный сценарист: Тим Хилл
- Продюсеры: Стивен Хилленберг, Джулия Пистор
- Исполнительные продюсеры: Дерек Драймон, Элби Хехт, Джина Шей
- Ассистент продюсера: Рэмси Энн Наито
- Режиссёр сцен игрового кино: Марк Осборн
- Композиторы: Грегор Нархольц, Стив Белфер
- Оператор: Ежи Зелиньский
- Монтаж: Линн Хобсон
- Художник-постановщик: Крис Спеллман
- Арт-директор: Ник Дженнигс
- Художник по костюмам: Терри Валацца
- Режиссёры последовательности: Дерек Драймон, Марк Осборн
- Главный аниматор: Алан Смарт
- Художники раскадровки: Стивен Хилленберг, Дерек Драймон, Тим Хилл, Кент Осборн, Аарон Спрингер, Пол Тиббит, Шерм Коэн, Калеб Мойрер, Майк Рот, Так Такер, Эрик Визе
- Декоратор: Кэти Лукас

## Прокат
Фильм «Губка Боб Квадратные Штаны» был успешен в прокате. В первый уик-энд он занял второе место после фильма «Сокровище нации», собрав в домашнем прокате 32 миллиона долларов. Общемировые сборы полностью окупили бюджет в 30 миллионов долларов, составив 85 миллионов в США и 140 миллионов в остальных странах. На VHS фильм вышел 1 марта 2005 года. В России и странах СНГ фильм вышел 17 марта 2005 года.
Телевизионная премьера фильма состоялась 10 ноября 2006 года в США на телеканале Nickelodeon в рамках марафона «Best Day Ever» и 30 декабря 2006 года в России на телеканале НТВ-Плюс Премьера.

## Приквелы
28 февраля 2012 года было объявлено о производстве приквела. Сначала его хотели выпустить в конце 2014 года, но 1 августа 2013 года «Paramount» изменила дату релиза на 13 февраля 2015 года. В начале июня 2014 года было объявлено, что фильм будет выпущен 6 февраля 2015 года, чтобы избежать конкуренции с «Universal Pictures Fifty Shades of Grey», который также должен быть выпущен 13 февраля 2015 года.
Третий фильм под названием «Губка Боб в бегах» вышел в прокат в 2020 году с Тимом Хиллом в качестве сценариста и режиссёра.

## Саундтреки
- SpongeBob SquarePants Theme — Avril Lavigne.
- SpongeBob & Patrick Confront The Psychic Wall Of Energy — The Flaming Lips.
- Just A Kid — Wilco.
- The Goofy Goober Song — Mike Simpson With SpongeBob, Patrick & Goofy Goober.
- Prince Paul’s Bubble Party — The Waikikis, Prince Paul & Wordsworth.
- Bikini Bottom — Electrocute.
- The Best Day Ever — SpongeBob.
- They’ll Soon Discover — The Shins.
- Ocean Man — Ween.
- Under My Rock — Patrick.
- Now That We’re Men — SpongeBob, Patrick & The Monsters.
- Goofy Goober Rock — Tom Rothrock.
- You Better Swim — Motorhead.
- The Jellyfish Song By The Jellyfish Band—Plus — Tech Squeezebox feat. SpongeBob.
- SpongeBob SquarePants Theme (Movie Version) — The Pirates.